# Liviöjärvi (plaats)
Liviöjärvi is een dorp, bestaande uit twee kernen, binnen de Zweedse gemeente Pajala. Het dorp is alleen te bereiken via een eigen weg vertrekkende uit Pajala zelf. Liviöjärvi is gesticht in de 18e eeuw door Hans Mickelsson Vänkkö, bijnaam "Laukka-Hannu", die later doorreisde (vluchtte) naar Sattajärvi en Kaunisvaara. Het dorp ligt aan een weg langs het gelijknamige meer.
Aareavaara · Anttis · Huukki · Isovaara · Jarhois · Juhonpieti en Erkheikki · Junosuando · Kainulasjärvi · Kangos · Kardis · Kassa · Kätkesuando · Käymäjärvi · Kaunisvaara · Kengis · Kenttä · Keräntöjärvi · Kieksiäisvaara · Kiilarova · Kihlanki · Kitkiöjärvi · Kitkiöjoki · Kolari · Kompelusvaara · Korpilombolo · Kurkkio · Lahenpää · Lahnajärvi · Lautakoski · Liviöjärvi · Lovikka · Männikkö · Muonionalusta · Muodoslompolo · Narken · Nuuksujärvi · Ohtanajärvi · Oksajärvi · Pääjärvi · Pajala · Parkalompolo · Pentäsjärvi · Peräjävaara · Pimpiö · Ristimella · Ruosteranta · Sahavaara · Saittarova · Salmijärvi · Särkimukka · Sattajärvi · Selkäjärvi · Suaningi · Talinen · Tärendö · Teurajärvi · Torinen · Törmäsniva · Tornefors